# Changsha (köpinghuvudort)
Changsha (kinesiska: 长沙, 长沙镇) är en köpinghuvudort i Kina. Den ligger i provinsen Guizhou, i den sydvästra delen av landet, omkring 240 kilometer norr om provinshuvudstaden Guiyang. Antalet invånare är 13 715. Befolkningen består av 6 836 kvinnor och 6 879 män. Barn under 15 år utgör 25,0 %, vuxna 15-64 år 61 %, och äldre över 65 år 13,0 %.